# به هر ستاره کوچکی گفتم
«به هر ستارهٔ کوچکی گفتم» (به انگلیسی: I've Told Ev'ry Little Star) یک ترانهٔ پاپ است که اولین بار در سال ۱۹۳۲ در تئاتر موزیکال موسیقی در هوا اجرا شد. جروم کرن آهنگساز این قطعه است و شعر آن را اسکار همرستاین نوشته‌است. این قطعه پس اجرا توسط ارکستر والدورف-آستوریا مشهور شد و از آن زمان بارها توسط خوانندگان مختلف بازخوانی شده‌است. گفته شده زمانی که جروم کرن در بستر مرگ بوده، همرستاین این ترانه را برای او زمزمه می‌کرده‌است.

## نسخهٔ لیندا اسکات
مشهورترین نسخهٔ «به هر ستارهٔ کوچکی گفتم» در سال ۱۹۶۱ و توسط لیندا اسکات اجرا شده‌است. نسخهٔ اسکات (که در آن زمان یک دختر ۱۶ سالهٔ دبیرستانی بود) فروشی میلیونی داشت و به شهرت او انجامید. این ترانه پس از انتشار در ایالات متحده، ۱۴ هفته در جدول ۱۰۰ آهنگ داغ بیلبورد حضور داشت و بالاترین جایگاهش در آن جدول رتبهٔ سوم بود که در ۱ می ۱۹۶۱ به آن رسید. اجرای اسکات از «به هر ستارهٔ کوچکی گفتم» در سوئد، دانمارک، فیلیپین و آفریقای جنوبی هم جایگاه نخست جدول‌های فروش را به خود اختصاص داد. این قطعه در سال ۲۰۰۱ به‌عنوان یکی ازساندترک‌های فیلم جادهٔ مالهالند استفاده شده‌است.

## نسخهٔ گیت هنینگ
در سال ۱۹۶۱ گیت هنینگ خوانندهٔ اهل دانمارک هم نسخه‌ای از «به هر ستارهٔ کوچکی گفتم» را منتشر کرد که پرفروش‌ترین ترانهٔ روز آن کشور شد. نسخهٔ هنینگ در زمان انتشارش در فنلاند جزو ۵ ترانهٔ برتر جدول‌های فروش بود و در سوئد نهمین ترانهٔ پرفروش روز بود.